# Artabotrys punctulatus
Artabotrys punctulatus là loài thực vật có hoa thuộc họ Na. Loài này được C.Y.Wu mô tả khoa học đầu tiên năm 1982.